# Birgit Nilsson Museum
Birgit Nilsson Museum är ett museum i Birgit Nilssons barndomshem i Svenstad, Västra Karup nära Båstad i Skåne. Det uppfördes i enlighet med hennes egen önskan. Invigningen förrättades av Carl Johan Bernadotte. 
Besökare kan få gå en guidad visning i huset där Birgit Nilsson växte upp. Där visas fint bevarade möbler, kläder, smycken, fotografier och andra privata tillhörigheter från hennes liv och operakarriär. 
Utöver detta kan man även se tillfälliga utställningar som arrangerats i huslängorna i anslutning till gården. Där har man bland annat visat tavlor av Birgit Nilsson och ställt ut smycken från hennes många operaturnéer. Man kan även lyssna på inspelningar, se filmklipp och besöka museets shop.